# Bokura wa minna ikiteiru
Pour plus de détails, voir Fiche technique et Distribution.
Bokura wa minna ikiteiru (僕らはみんな生きている) est un film japonais réalisé par Yōjirō Takita, sorti en 1993.

## Synopsis
Des hommes d'affaires s'affrontent pour des contrats de construction.

## Fiche technique
- Titre : Bokura wa minna ikiteiru
- Titre original : 僕らはみんな生きている
- Titre anglais We Are Not Alone
- Réalisation : Yōjirō Takita
- Scénario : Nobuyuki Isshiki
- Musique : Yasuaki Shimizu
- Photographie : Takeshi Hamada
- Montage : Isao Tomita
- Production : Nozomi Enoki et Hiroshi Fukazawa
- Société de production : Melies et Shōchiku
- Pays :  Japon
- Genre : Aventure et comédie dramatique
- Durée : 115 minutes
- Dates de sortie : 
  -  Japon : 13 mars 1993

## Distribution
- Hiroyuki Sanada : Keiichi Takahashi
- Tsutomu Yamazaki : Hiroshi Nakaido
- Ittoku Kishibe : Kenzo Tomita
- Kyūsaku Shimada : Tatsuya Masumoto
- Bengal : Shujiro Iseki
- Yukijirō Hotaru : Suzumezaki
- Yū Hayami : Miyuki
- Rakuko Tane : Akiko

## Distinctions
Bokura wa minna ikiteiru a été nommé pour neuf Japan Academy Prizes et a reçu celui du meilleur montage pour Isao Tomita (conjointement pour son travail sur Nemuranai machi: Shinjuku same et Sotsugyo ryoko: Nihon kara kimashita).